# Rhin courbé
Le Rhin courbé — en néerlandais : Kromme Rijn — est une rivière néerlandaise dans la province d'Utrecht. Jusque pendant le Moyen Âge, cette rivière formait le cours principal du Rhin. Depuis le barrage construit en 1122, le Rhin courbé a perdu sa fonction de bras principal du fleuve, reprise par le Lek actuel.
De nos jours, le Rhin courbé constitue un bras mineur du Rhin, qui s'en détache près de Wijk bij Duurstede. Il en forme le cours historique, vers le nord-ouest, en direction d'Utrecht. Le Rhin courbé a une longueur d'environ 28 km.

## Cours
La rivière a préservé la plupart de ses méandres. Elle passe à Cothen, Werkhoven, Odijk et Bunnik avant d'arriver à Utrecht. À Utrecht, ses eaux alimentent les canaux du centre ville, ainsi que les canaux de ceinture (singels). Après la ville, les eaux se départagent entre le Vecht, le Rhin de Leyde (qui devient le Vieux Rhin au-delà de Woerden) et le Vaartse Rijn.
La rivière compte deux écluses, en plus de celle près de Wijk bij Duurstede, qui permet l'entrée des eaux dans le Kromme Rijn. Les abords du Rhin courbé forment un paysage intéressant et agréable. Plusieurs châteaux et domaines se trouvent le long de la rivière, dont ceux d'Amelisweerd, de Rhijnauwen et de Beverweerd.

## En France
Le Kromme Rijn désigne un méandre du Rhin dans la ville de Strasbourg, où ce méandre s'appelle 'Rhin Tortu'. Liant le Rhin à la rivière l'Ill, sur une distance de 21 kilomètres, son nom en Alsacien est Krimmeri, traduction littérale de Kromme Rijn. Près du stade du Racing Club de Strasbourg Alsace, sur la ligne E du tramway de Strasbourg, se trouve un arrêt, portant le nom de Krimmeri - Stade de la Meinau.